# 対馬市立厳原中学校
対馬市立厳原中学校（つしましりついづはらちゅうがっこう, Tsushima City Izuhara Junior High School）は、長崎県対馬市にある公立中学校。略称「厳中」（げんちゅう）。

## 概要
歴史
1947年（昭和22年）4月に、学制改革（六・三制の実施）により、「厳原町立厳原中学校」として開校した。
校訓
「切磋琢磨」（2007年（平成19年）制定）
校歌
作詞は宗武志、作曲は乗松昭博による。歌詞は2番まであり、両番とも校名の「厳原中学」で終わる。
校区
以下の小学校の卒業生が通う。
- 対馬市立厳原小学校（阿須、桟原、宮谷、日吉、天道茂、中村、田渕、今屋敷、大手橋、国分、久田道、久田道西里）
- 対馬市立厳原北小学校（曲、小浦、南室）
- 対馬市立金田小学校（下原（しもばる）、樫根（かしね）、小茂田（こもだ）、椎根（しいね）、日掛（ひかけ）、阿連（あれ）、上槻（こうつき）、久根田舎（くねいなか）、久根浜（くねはま））- 旧・対馬市立佐須中学校区

## 沿革
- 1947年（昭和22年）4月1日 - 学制改革により、「厳原町立厳原中学校」が開校。
  - 厳原町立厳原小学校の西校舎6教室（現・対馬南警察署敷地）を借用し、6学級（生徒数295名）への授業を開始。
- 1948年（昭和23年）
  - 4月1日 - 旧・厳原青年学校の校舎に一部を移転。第1学年4学級は青年学校校舎、第2学年4学級と第3学年1学級は厳原小学校西校舎に収容。
  - 4月下旬 - PTAが発足。

- 1949年（昭和24年）

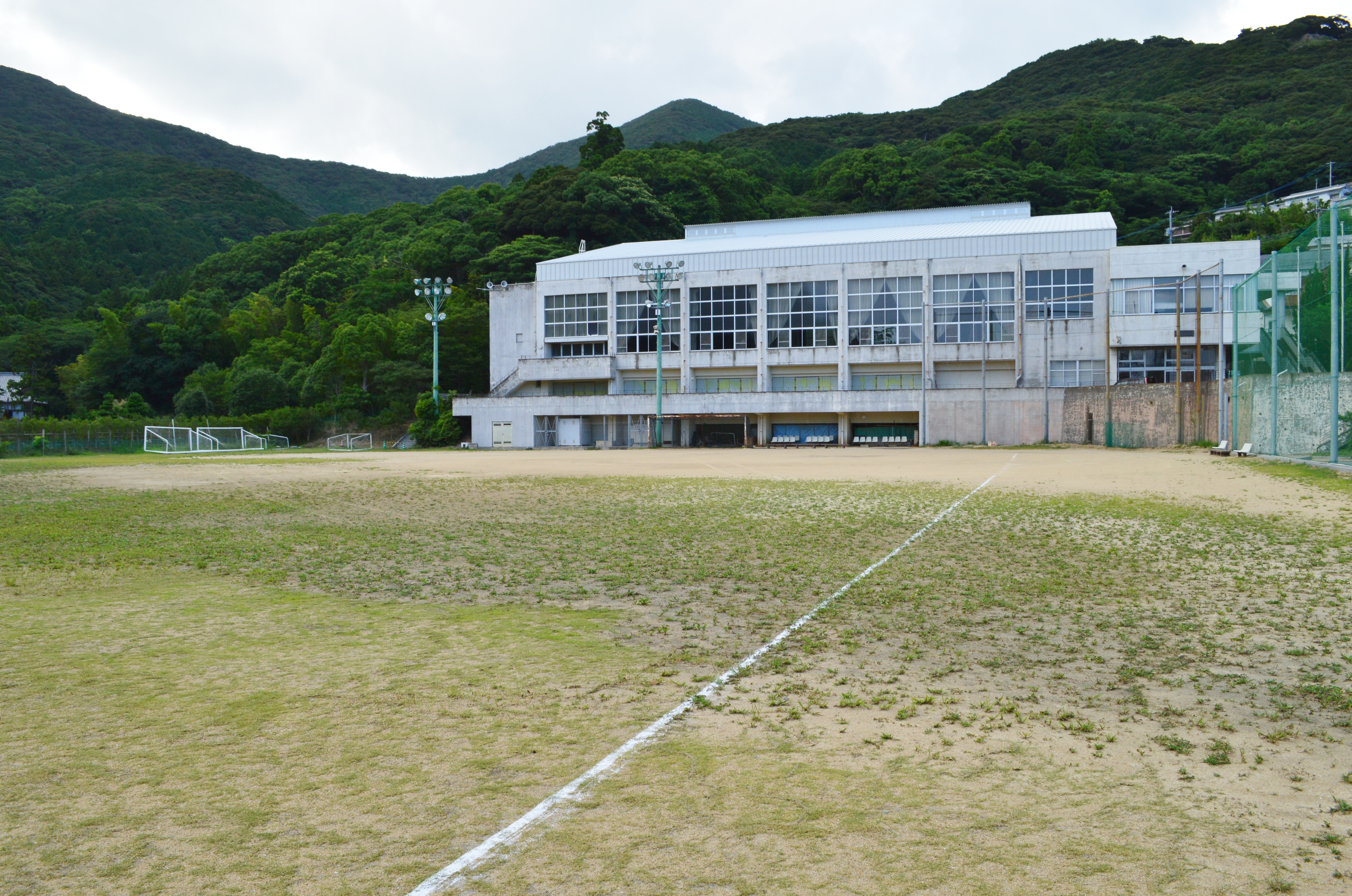
厳原中学校跡地
（現在の対馬市厳原体育館）
清水ヶ丘と呼ばれている。

  - 1月 - 宗家の働きかけにより、万松院から厳原中学校校地として旧・金石城跡の寄贈を受ける。校舎完成までの間、鶏知重砲連隊の旧兵舎を校舎とする。
  - 4月3日 - 旧・長崎県立対馬高等女学校[2]を使用するため、一部移転。
    - 本部と第2学年4学級を厳原小学校西校舎、第1学年4学級を旧・高等女学校[3]、第3学年4学級を旧・厳原町役場[4]に収容。全12学級600名。

  - 12月11日 - 金石城跡に校舎が完成。
  - 12月16日 - 新校舎に移転。
  - 12月23日 - 開校式を挙行。
- 1950年（昭和25年）7月11日 - アメリカ軍教育官ルーチ[5]が視察のため来校。
- 1951年（昭和26年）
  - 8月 - 校内放送施設を備え、放送を開始。
  - 12月7日 - 校旗入魂式を挙行。
- 1953年（昭和28年）8月 - 全教室にスピーカーを設置。
- 1954年（昭和29年）7月29日 - 校歌を制定。厳原小学校講堂にて校歌を発表。ピアノを設置。
- 1955年（昭和30年）9月27日  新校舎が完成。
- 1957年（昭和32年）1月7日 - 大渕の大火により、生徒18名が罹災。救援対策をとる。
- 1958年（昭和33年）4月29日 - へき地集会所が完成。
- 1960年（昭和35年）10月23日 - 西側職業実施場を武道場とする。
- 1961年（昭和36年）
  - 2月28日 - 池の噴水施設が完成。
  - 4月15日 - 池側の大岩割作業を実施。
  - 7月17日 - 速見長崎県教育長が視察のため来校。
  - 10月1日 - 運動会の賞品を全廃。
- 1962年（昭和37年）
  - 4月 - 在籍生徒数が19学級、868名と最高人数を記録する。
  - 5月10日 - ブラスバンド（吹奏楽部）を結成。
- 1963年（昭和38年）
  - 3月25日 - プールが完成。
  - 10月1日 - ミルク給食を開始。
  - 12月8日 - 全教室にストーブを設置。
- 1964年（昭和39年）7月6日 - 厳原小学校敷地内に厳原町学校給食共同調理場が完成し、完全給食を開始。
- 1968年（昭和43年）
  - 4月1日 - 特殊学級（1学級）を新設。
  - 9月9日 - 校内の始業・終業ベルを廃止。
- 1969年（昭和44年）4月30日 - 宿日直制度を廃止。
- 1971年（昭和46年）9月30日 - 厳原小学校・中学校通学バスが対馬交通に委託され、曲、南室、小浦地区の小中学生を対象に運行を開始。
- 1979年（昭和54年）- 校舎を桟原の旧・長崎県立対馬高等学校校舎に移転。
- 1985年（昭和60年）11月 - 新校舎が完成し、旧校舎から移転完了。旧校舎は解体され、グラウンドとして造成。
- 1993年（平成5年）- 体育館が完成。
- 1994年（平成6年）- 武道場が完成。
- 2004年（平成16年）3月1日 - 対馬市の誕生により、「対馬市立厳原中学校」（現校名）となる。
- 2007年（平成19年）- 「切磋琢磨」を校訓に制定。
- 2022年（令和4年）4月1日 - 対馬市立佐須中学校を統合[1]。
- 2027年（令和9年）4月1日 - 長崎県立虹の原特別支援学校小・中学部の分教室が開設される（予定）[6]。

## 部活動
運動部
- バレーボール部（男・女）※男子は休部中
- バスケットボール部（男・女）
- 剣道部（男・女）
- 野球部
- テニス部（男・女）
- サッカークラブ

文化部
- 吹奏楽部
- パソコン部

## 著名な出身者
- MISIA - 歌手。中学3年の途中で福岡市へ転校。

## アクセス
最寄りの港湾
- 厳原港 - 九州郵船が博多港（福岡県福岡市）、郷ノ浦港・芦辺港（長崎県壱岐市）の間にフェリー・ジェットフォイルを運航している。

最寄りのバス停留所
- 対馬交通 - 「厳中前」(げんちゅうまえ)　バス停（縦貫線）

最寄りの幹線道路
- 厳原港方面から国道382号を北へ。「桟原」交差点で左折後すぐ（長崎県道44号桟原小茂田線）

## 周辺
- 長崎県立対馬高等学校
- 対馬市立厳原小学校
- 対馬振興局
- 厳原税務署
- 厳原宮谷郵便局
- 厳原トンネル
- 陸上自衛隊対馬駐屯地
- 対馬南警察署
- 対馬市消防本部
- 九州電力厳原発電所
- 袖振（そでふり）山（標高312m）